# 短身石斑魚
短身石斑魚，為輻鰭魚綱鱸形目鱸亞目鮨科的其中一種，分布於東印度洋的帝汶海海域，棲息深度可達130公尺，體長可達12.5公分，生活在大陸棚，為底棲性魚類，屬肉食性，生活習性不明。

## 擴展閱讀
維基物種上的相關：短身石斑魚